# Coniopteryx (Xeroconiopteryx) brevicornis
Coniopteryx (Xeroconiopteryx) brevicornis is een insect uit de familie van de dwerggaasvliegen (Coniopterygidae), die tot de orde netvleugeligen (Neuroptera) behoort. 
Coniopteryx (Xeroconiopteryx) brevicornis is voor het eerst wetenschappelijk beschreven door Sziráki in 1994.